# 7 años (película)
7 años es una película de Roger Gual, estrenada en 2016 para la plataforma Netflix. En el guion también colabora Gual, pero es de Julia Fontana y José Cabeza. La cinta se desarrolla, con estilo teatral, en una sola habitación y con tan solo cinco personajes.

## Argumento
Cuatro socios, fundadores de una exitosa empresa de aplicaciones tecnológicas, han sido notificados por Hacienda tras desviar fondos a un paraíso fiscal. Un mediador tratará de ayudarles a decidir sobre quién de los cuatro debe asumir la totalidad de la culpa y, por lo tanto, entrar en prisión por fraude fiscal.

## Reparto
| Actor/Actriz    | Personaje                              |
| --------------- | -------------------------------------- |
| Juana Acosta    | Vero (CFO de la empresa)               |
| Àlex Brendemühl | Marcel (CEO de la empresa)             |
| Paco León       | Luis (CTO de la empresa)               |
| Juan Pablo Raba | Carlos (Jefe de Cuentas de la empresa) |
| Manuel Morón    | José Veiga (mediador)                  |
| Marta Torné     | Voz de Natalia (Abogada)               |
| Marta Casielles | Mujer                                  |
| Josete Rivas    | Chico                                  |